# Backflip
«Backflip» (en español: «Voltereta») es una canción de la cantante y actriz estadounidense Raven-Symoné, tomada como segundo sencillo de su tercer álbum de estudio This Is My Time.

## Información de la canción y el video
Aunque la pista fallara en generar gran parte de un público adulto urbano en la comunidad, se convirtió en la canción juvenil más popular, debido a la popularidad de Raven-Symoné en su serie de televisión, That's So Raven.
La canción se convirtió en éxito instantáneo en Radio Disney y aumentó su popularidad rápidamente, alcanzando el número 1 en dicha estación de radio. El video se pudo ver en MTV, Disney Channel y BET. En la canción, Raven cuenta de un novio que no es leal a ella como habría que ser. Las palabras de la canción explican el descontento por la lealtad de su pareja. 
El video se estrenó en agosto de 2004, fue dirigido por la directora musical Sanaa Hamri, y grabado en Los Ángeles. En el video se muestra a Raven siendo ignorada por su novio mientras él juega videojuegos, come palomitas de maíz y habla por teléfono simultáneamente, haciendo caso omiso de ella mientras ambos se sientan en el sofá.
El video tiene un final feliz, como él se hace más atento a ella y le organiza una fiesta sorpresa de cumpleaños como consecuencia de su "reprogramación" con el uso del artefacto.

## Lista de canciones
CD Sencillo, Promo
1. «Backflip» — 3:53
2. «Backflip» (Call Out Hook) — 0:11

Descarga digital
1. «Backflip» - 3:53

## Posicionamiento
| Listas (2004)                                 | Posición |
| --------------------------------------------- | -------- |
| Radio Disney                                  | 1        |
| U.S. Billboard Hot 100                        | 61       |
| U.S. Billboard Hot Dance Club Play            | 85       |
| U.S. Billboard Rhythmic Top 40                | 40       |
| U.S. Billboard Hot R&B/Hip-Hop Songs          | 15       |
| U.S. Billboard Bubbling Under Hot 100 Singles | 10       |
| UK Singles Chart                              | 3        |
| Brasil Top 200 Singles                        | 2        |
| Eslovenia Top Singles                         | 67       |

## Créditos y personal
- Compositores: Scott Storch, Kara DioGuardi.[15]
- Productor: Scott Storch.[15]
- Producción vocal: Kara DioGuardi para Caroland Productions, Inc.[15]
- Mezcla: Kevin "KD" Davis.[15]
- Productores ejecutivos: Raven-Symoné, Christopher B. Pearman, Jay Landers.[10]